# Mount Carmel (Illinois)
Mount Carmel és una població dels Estats Units a l'estat d'Illinois. Segons el cens del tenia 7.982 habitants.

## Demografia
Segons el cens del 2000, Mount Carmel tenia 7.982 habitants, 3.302 habitatges, i 2.146 famílies. La densitat de població era de 667,1 habitants/km².
Dels 3.302 habitatges en un 29,3% hi vivien nens de menys de 18 anys, en un 51,2% hi vivien parelles casades, en un 10,5% dones solteres, i en un 35% no eren unitats familiars. En el 30,6% dels habitatges hi vivien persones soles el 15,9% de les quals corresponia a persones de 65 anys o més que vivien soles. El nombre mitjà de persones vivint en cada habitatge era de 2,37 i el nombre mitjà de persones que vivien en cada família era de 2,95.
Per edats la població es repartia de la següent manera: un 23,6% tenia menys de 18 anys, un 9,8% entre 18 i 24, un 25,7% entre 25 i 44, un 21,8% de 45 a 60 i un 19,2% 65 anys o més.
L'edat mediana era de 39 anys. Per cada 100 dones de 18 o més anys hi havia 88,4 homes.
La renda mediana per habitatge era de 31.715 $ i la renda mediana per família de 39.882 $. Els homes tenien una renda mediana de 30.815 $ mentre que les dones 17.129 $. La renda per capita de la població era de 16.391 $. Aproximadament el 10,2% de les famílies i el 15,8% de la població estaven per davall del llindar de pobresa.

## Poblacions més properes
El següent diagrama mostra les poblacions més properes.